# تشییع جنازه گل‌های رز
تشییع جنازه گل‌های رُز (انگلیسی: Funeral Parade of Roses) فیلمی در ژانر درام به کارگردانی توشیو ماتسوموتو است که در سال ۱۹۶۹ منتشر شد. از بازیگران آن می‌توان به یوشیئو تسوچییا اشاره کرد.